# Encinacorba
Encinacorba est une commune d’Espagne, dans la province de Saragosse, communauté autonome d'Aragon comarque de Campo de Cariñena. Cette commune fait partie de l'AOC de Cariñena.

## Personnalité
- Juan Antonio Pellicer (1738-1806), écrivain, y est né.